# Mont Mikeno
Le mont Mikeno est un volcan éteint des montagnes des Virunga en république démocratique du Congo. Culminant à 4 437 mètres d'altitude, il s'agit du deuxième plus haut sommet de la chaîne et du treizième du continent africain. Il doit son nom, qui signifie « pauvre », à l'âpreté de ses pentes qui les rend inhabitables pour l'homme. Elles abritent en revanche quelques-uns des derniers gorilles des montagnes.

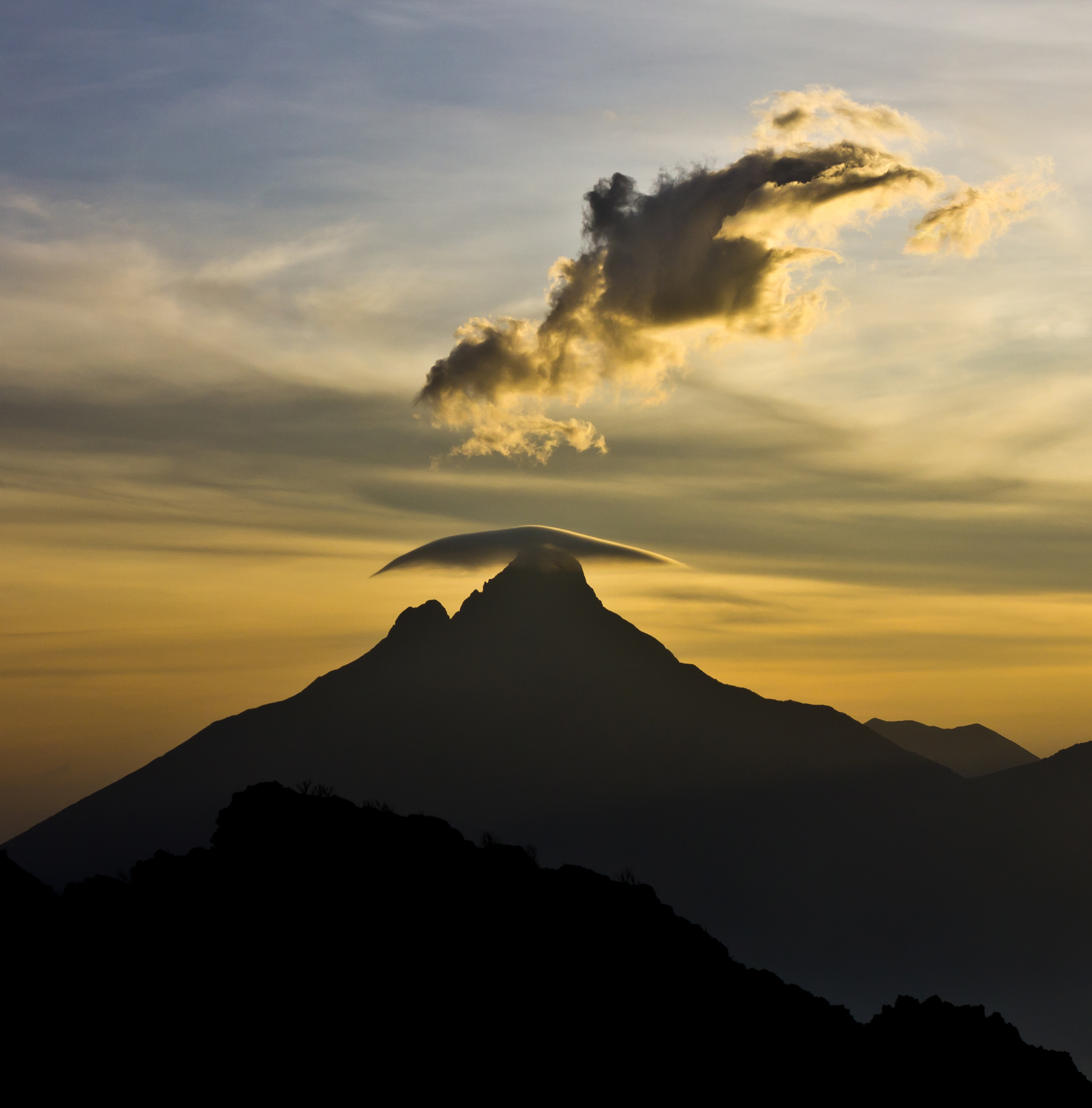
Nuage lenticulaire au sommet du mont Mikeno.